# Roberto Cazzola
Roberto Cazzola (Torino, 1953) è uno scrittore, germanista e traduttore italiano.

## Biografia
Germanista, è nato a Torino nel 1953 e ha vissuto per molti anni a Vienna insegnando all'Università.
È stato responsabile per un ventennio della letteratura tedesca presso l'editore Einaudi per poi ricoprire lo stesso incarico per i tipi dell'Adelphi.
Ha esordito nella narrativa nel 1999 con la raccolta di racconti La fedeltà, in seguito ha pubblicato i romanzi Lavati le mani, Elmar e  La delazione (quest'ultimo vincitore del Premio Mondello Opera Italiana 2010).
Ha tradotto alcune opere di Joseph Roth e di Friedrich Dürrenmatt.

## Opere

### Romanzi
- Lavati le mani, Elmar, Bellinzona, Casagrande, 2005 ISBN 978-88-7713-448-6
- La delazione, Bellinzona, Casagrande, 2005 ISBN 978-88-7713-542-1

### Racconti
- La fedeltà, Milano, Marcos y Marcos, 1999 ISBN 88-7168-256-4

### Curatele
- Il caso Austria: dall'Anschluss all'era Waldheim, Torino, Einaudi, 1988
- Storia della letteratura tedesca dal settecento a oggi, Torino, Einaudi, 1991